# 超国家主義『民族の意志』同盟
超国家主義『民族の意志』同盟（ちょうこっかしゅぎ　みんぞくのいしどうめい、英語: Ultra-nationalist movement "Alliance of the People's Will"(MINZOKUNOISI）は、超国家主義、攻撃的民族主義、狂信的愛国心を掲げる日本の政治団体。官報告示された「その他の政治団体」としての設立届出日は、令和5年6月9日である。日本語名の略称は民族の意志(みんぞくのいし)。

## 概要
攻撃的民族主義を掲げ、戦後日本を規定する民主主義・自由主義・国際協調主義及び白人帝国主義の打倒による国体の復権と新たなる世界秩序・文明の創造を目標としている。同盟ユーチューブチャンネル概要欄においては「ポツダム議会屋を粉砕する第四の維新、白人帝国主義を打倒する新文明闘争、壮大なロマンによって日本を真の独立国家とし、大アジア共同体の樹立するため邁進する」と述べている。
目下の課題として、国連の設立過程から存続意義と国内食糧自給率について設立当初から提起しつづけており、令和2年には時代に即した内容に刊行物が再編集される。

### 主たる政治的目的
- 白人帝国主義打倒[6]

- 「西洋・近代・キリスト教文明」打倒[7]

- 第四の維新[8]

- 新文明闘争[9]

### 21カ条綱領[10]
一・我々は国体理念と民族自決権に基づき、すべての日本人を糾合し大日本国を建設することを要求する。
二・我々は極東軍事裁判を正当とするあらゆる日本民族の不平等性の破却を要求する。
三・我々は正当なる民族の領土を要求する。
四・国家の指導および法規を決定する権利は単に日本国民のみに属するものとす。
五・日本国民はすべて平等なる権利および義務を有する。
六・日本国民各自の唯一の義務は民族共同体への精神的または肉体的奉仕によるものにある。
個々人の利益は公共の利益に背反してはならない。また、全体の利益はすべてのものの利用のために行われなければならない。
七・我々は不労取得の廃止を要求する。
八・我々は強力国家構築のため、あらゆる分野における自給自足体制への促進を要求する。
九・我々は基幹産業における公正運営と社会全体への調整のため、経営の国家化を要求する。金融資本は特に社会化することを要求する。
十・我々は大企業における利潤分配制度を要求する。
十一・我々は福祉事業の大拡張を要求する。青少年の健全な育成および高齢者に対する環境整備を要求する。
十二・我々は自然環境と人間の調和を要求する。
十三・我々は我が国民の需要に適応せる土地制度改良、公益的な目的のためにする土地無償収容に応ずる法律の改定、地代の廃止、およびあらゆる土地投機の禁止を要求する。
十四・我々は公共の利益を害する活動をなすものに対する躊躇なき闘争を要求する。
下劣なる国民的犯罪者、暴利者などはその理由の如何を問わず死刑をもって罰すべきものとする。
一五・我々は｢近代･西洋･キリスト教」文明に毒されたあらゆる価値観･法秩序にとってかわり、日本の伝統に基づいた一般法の制定と、法規に対する国体の優先を要求する。
一六・すべての有能かつ勤勉なる日本人により高き教育をうけしめ、かつこれによりて指導的地位に進むを得しむるため、国家は全国民教育の根本的改造に対し配慮すべきものとす。
一七・我々は傭兵の廃止、徴兵制による国軍の編成を要求する。
一八・我々は日本民族を侮辱する報道･出版･マスコミ等に対して徹底した闘争を展開すると同時に営業停止、責任者罷免、閉鎖を含めた法的闘争を要求する。
一九・我々は国家の存立を危殆ならしめず、あるいは日本民族の習慣および道徳の感情に反せざる限り、国内におけるすべての信教の自由・言論の自由・結社の自由を要求する。
二〇・以上のすべてを遂行するために我々は国家の強力なる中央集権の確立、全国家およびその組織一般の上に臨む政治的中央政府の絶対権威を要求する。
国会にとってかわる職能別議会の設立を要求する。
二一・我々は500年に及ぶ白人覇権を一掃し、少数民族の独立を支援する闘争を展開し、ここに有色人種の権益を守護し健全な自立を果たすべく、大アジア共同体を建設することを要求する。
そのうえで、我々は、世界における道義的統一と恒久平和実現の促進者たらんことを誓盟する。

党の指導者は以上の諸事項の遂行のために必要なる場合には自己の生命を賭して邁進することを誓約す。

### 政策[11]
経済
- 政治の経済に対する優先
- 手段としての経済システム・階級協調経済
- 国家の優先
- 生産手段の公共化
- バーター貿易を推進

憲法
- 国體あっての憲法
- 現行憲法は、時代にそぐわなくなってきた
- 事実上、政治・経済・文化・国防等あらゆる分野が米国の支配下にある段階で、いったい憲法や法律だけが独自路線を歩むことができようか。

農政
- 自給自足経済
- 農政機関の再編

北方領土
- 全千島･樺太の返還を求め、奪還も辞さない。

議会制民主主義の否定
- 間接民主主義の是正し職能別代表者による諮問機関へと変更。

## 街宣活動
- 「ひとに聴かせてやろうなんておこがましいことは言わない。自分のためにやる」「聴衆があつまると、ヤジなどは、まったくウェルカムですよ」

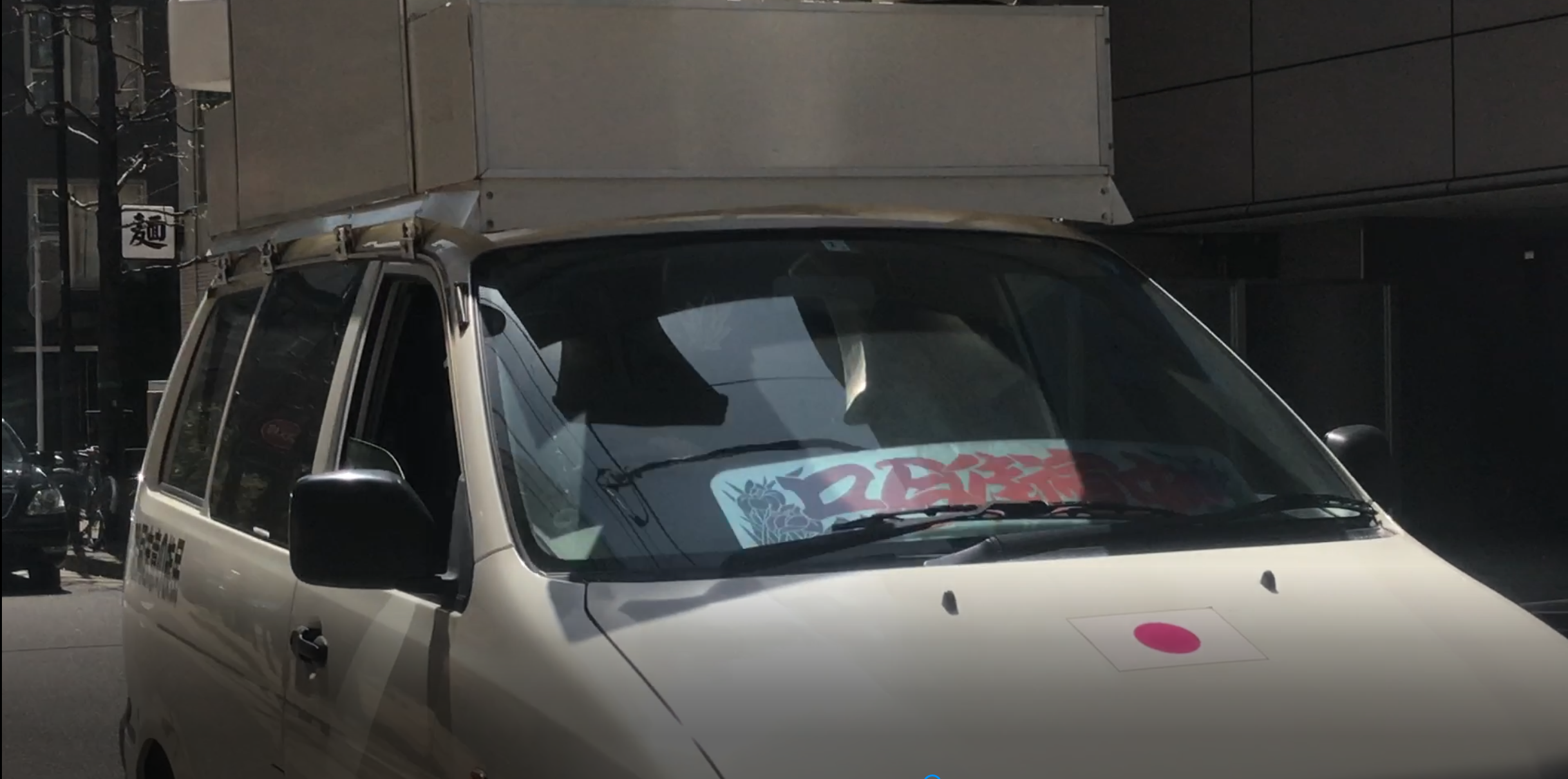
令和4年4/10撮影の新街宣車

- 令和4年4/10撮影の新街宣車現在の街宣車は「トヨタGC-KR42V」である[12]。

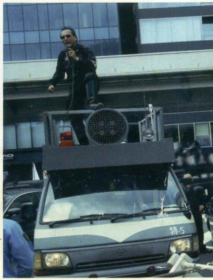
平成28年撮影の灰色の旧街宣車

- 平成28年撮影の灰色の旧街宣車それ以前に使用していたハイエースは10年近く使用した後、退役(廃車)となる。
- 団体構成員は十数名（同盟員、会員、賛助会員）。なお、同盟員は数名程度（10人に満たない）。構成員は、普段は普通の仕事をしている社会人である（委員長警備班長山﨑英夫は、タクシードライバー、関西支部長小灘精一は芸術家とのこと）。政治と大衆文化は別と考えており、日本製品にこだわることはない[12]。
- 「組織は有機体。創設は平成7年12月9日だが、新しい会員・党員が来た時点でその都度創設日のつもりでやれ」「惰性は厳禁」「大丈夫だろう。は命取り」と常に緊張感を持ち続けるようにと訓示し続けている。
- 長らく毎年５月3日は朝日新聞本社への糾弾街宣並びに同社社員へ抗議文を手渡しすることが慣例となっていたが、平成30年に同社から「頼むから来ないで欲しい」旨の切実なる信書が来たため以降は同日における同社への糾弾を控えている。
- 同様の事例はNHK本社や日本共産党本部にも適用している。
- いわゆるアファーマティブ・アクションに対し、逆に少数者への憎悪へと発展すると平成8年には警鐘を鳴らしている[13]。
- 戦後議会制民主主義への糾弾はブレる事無く、一環して展開し続けている。平成17年集会に用いられたビラ

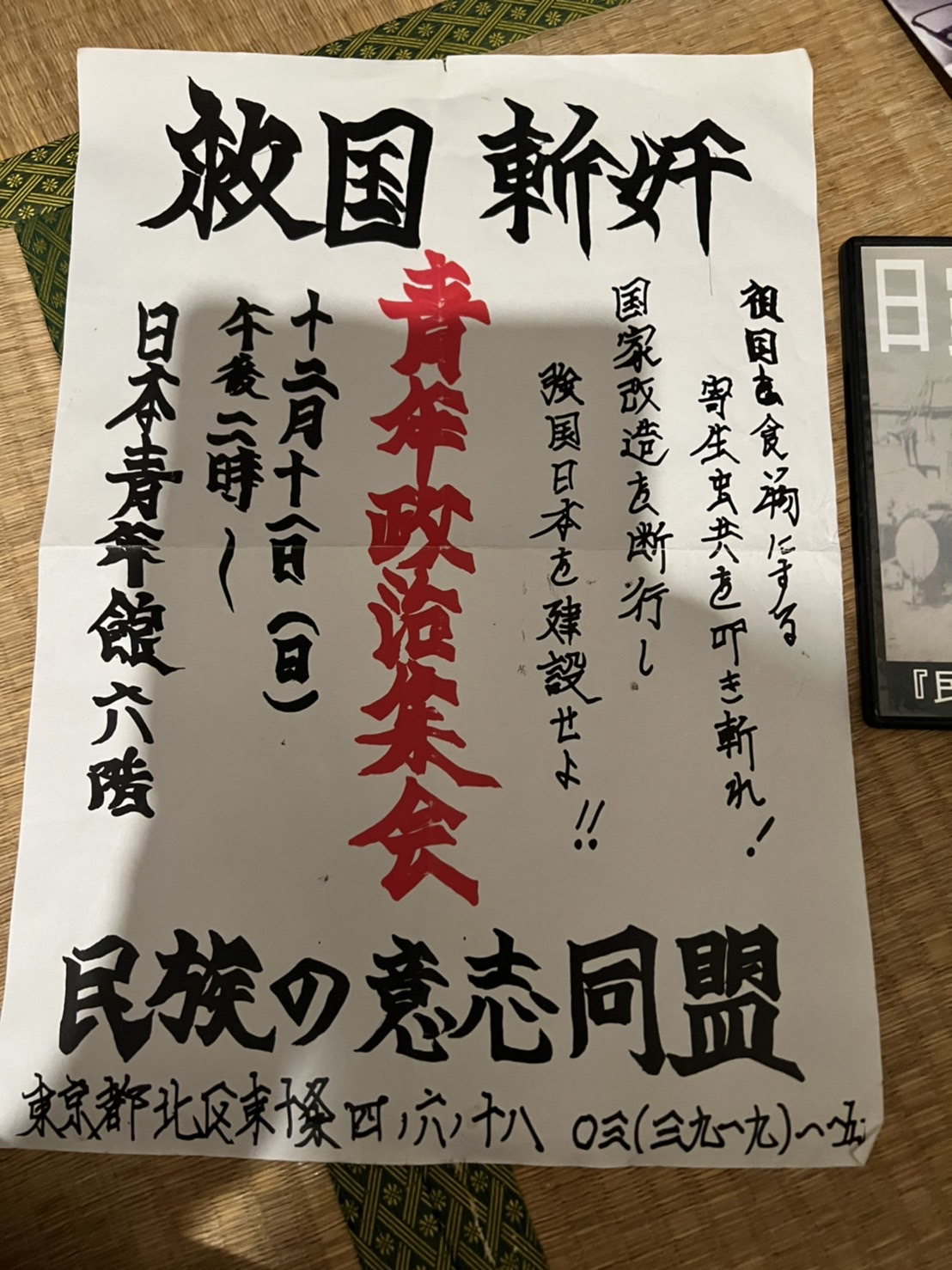
平成17年集会に用いられたビラ

## 人事構成
| 序列（HP掲載順に拠る） | 役職名                    | 氏名     |
| ---------------------- | ------------------------- | -------- |
| 1                      | 中央執行委員長            | 森垣秀介 |
| 2                      | 宣伝部長 機関紙編集長     | 稲美良太 |
| 3                      | 関西支部長 関西突撃隊隊長 | 小灘精一 |
| 4                      | 突撃隊委員長警護隊長      | 山﨑英夫 |
| 5                      | 宣伝部次長 関西突撃隊副長 | 中上鉄平 |
| 6                      | 宣伝部次長 突撃隊副長     | 千葉為信 |

（令和7年7月1日付）

## 同盟入党など

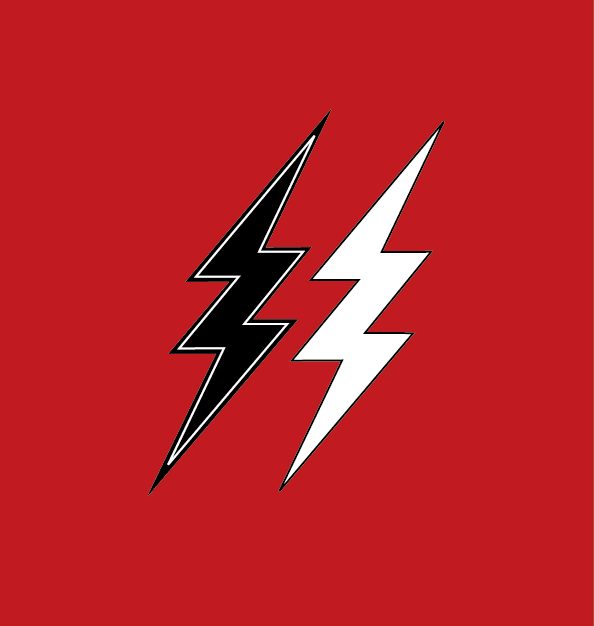
突撃隊旗

同盟への入党には誓盟文の提出が必要。誕生日には、森垣が、各自にお祝いのメールをするほどのまめさ。他団体とのかけもちは不可。任侠団体及び宗教団体でも、自分のポリシーをもってやっているならば問題なし。同盟員には「24時間365日運動」を求める。
- 隊服着て徒党を組んでイキがることが運動ではなく、ひとりのときが本当の運動という考え[15]。
- 隊服は寅壱[15]。シャツは無印良品。
- 公安警察(公安調査庁など含む)に対しては、「（お互い立場は違うけれど）腹括って仕事してるやつだったら、オレは認めるけど、中途半端に仕事するヤツには、何かあったときに困ると…最初から要らねえ」とのこと[15]。
- 同盟旗は、勾玉（まがたま）×4の四つ巴。「ナチス・ドイツのハーケンクロイツを多少は意識している」とのこと[16][17]。
- 同盟旗の他、突撃隊旗が存在する。これは同団体の前身組織である重遠社の関連団体「新民族主義青年同盟」の当時、委員長だった森垣が結成した「突撃隊」から引き継がれた「稲妻と龍」を模した物である。(こちらもジークルーンを意識しており、平成7年8月6日には既に確認できる)
- 16条の旭光に4つ巴の同盟旗は平成12年に制定[18]、腕章への切り替えはその後の平成12年夏頃から普及[19]。

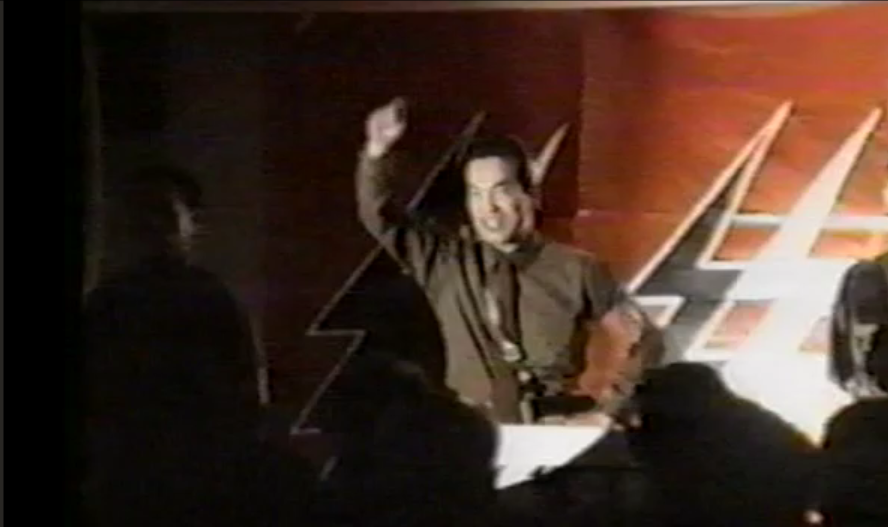
平成7年８月6日の集会における一場面

- なお、腕章の旭光は12条、バッジは14条。
- 寅壱型の黒隊服の導入は平成13年から[20]。

## あいちトリエンナーレ事件
攻撃的民族主義、狂信的愛国心を掲げるわりには、平成30年8月7日、同盟東海盟友会員であったMが、あいちトリエンナーレに抗議し、警察官に「ガソリンだ」などと言いながらバケツの液体（水）を足にかけたとされる事件で、公務執行妨害の現行犯で逮捕された際に「除名処分」に処している。左記は、同団体が、同盟ホームページほかにて主張している「力を伴う運動」と矛盾するのであるが、同時に「暴力的行為及び違法行為はしない」ことを旨としていると主張しているためであると推認される。
禁止されている二重党籍が逮捕時に発覚し、接見時に彼がアナキズム系の団体を選んだ為。(内部通達令和元年/08/30.16:13による。時系列的に勾留満期の約一週間経って正式に除名となったというのが正しい)
代表者である森垣は、「うちらは、そんなひどいことはやらない団体なんですよ。違法なことはやらない。相手を殴ったりはしない」と述べている。同時に、日本の政治を「政治じゃない。ただの国連外交」と痛烈に批判している。

## 支部
支部としては、近畿に「関西支部」を擁する(関西支部所在地 = 大阪府堺市南区茶山台2-2-10-10414頁)。

## その他
一時期（3年間近く）、千葉麗子が行動を共にしており、街宣車に上り街頭演説等をおこなっていた。
1990年代には、元オウム真理教信者の猪瀬正人（平成10年６月2日脱退:現フリーライター)、国民戦線社代表の荒木雅弘（平成27年入党、令和2年退会、現在も同盟のブログをお気に入りに入れているため良好な関係にあるもよう。）や、新民族主義青年同盟関西総支部長の満尾昌利（脱退日不明）、同盟元組織局長松田哲（平成17年5月以降脱退）及び当時バンド活動をしていた雨宮処凛(平成11年３月下旬脱退)なども活動に参加していた。